# Hermann Ludwig Behn
Hermann Ludwig Behn (* 16. Oktober 1820 in Hamburg; † 29. Dezember 1901 ebenda) war ein deutscher Jurist und Hamburger Senatssyndikus.

## Leben
Behn wurde 1824 Waise. Er besuchte die Lütkenssche Schule in Hamburg, später bis zum Abitur Ostern 1838 das Katharineum zu Lübeck. Er studierte Rechtswissenschaften, zunächst ab 1839 an der Universität Bonn und später in Heidelberg. Am 10. Mai 1842 promovierte er in Heidelberg. Am 2. Januar 1843 wurde er in Hamburg als Advokat zugelassen. Am 11. April 1851 wurde er zum Senatssekretär des Hamburger Senates berufen und amtierte als solcher bis 1861. Am 14. Januar 1861 erfolgte die Berufung zum Senatssyndikus. Er war bis 1891 als Mitglied des Senates tätig, Werner von Melle wurde sein Nachfolger.
Am 8. Dezember 1853 heiratete Behn Frances Eliot Gossler (* 28. August 1832 in Hamburg; † 14. Dezember 1859 ebenda), Tochter des Kaufmanns Heinrich Gossler. Franz Hermann Behn war ein Sohn des Paares. In zweiter Ehe heiratete er am 22. April 1875 Adelheid Senstad (1834–1905). August Behn war sein Bruder.